# 재우기

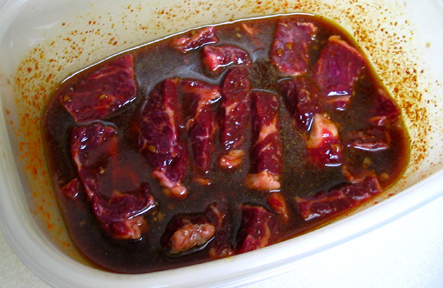
양념장에 재운 고기구이용 소고기

재우기 또는 재기(영어: marination)는 음식을 조리하기 전에 양념한 액체에 담가 두는 것이다. 고기나 생선을 짭조름한 양념에 재어 놓거나, 채소나 과일을 꿀에 재는 것, 김치를 담그려고 배추를 소금물에 재어 두는 것 등의 경우가 있다. 서양 요리에서 음식을 재는 데 쓰이는 액체를 마리네이드(marinade)라 부르기도 한다.
일반적으로 음식의 맛을 내거나 질긴 고기를 부드럽게 만드는 데 사용된다. 이 과정은 몇 초 또는 며칠 동안 지속될 수 있다. 마리네이드는 요리마다 다르다.
재우기는 일반적으로 상당한 양의 산이 포함되지 않는다는 점을 제외하면 소금물절이와 유사하다. 초절이가 일반적으로 주로 식품 보존 수단으로 훨씬 더 오랜 기간 동안 수행되는 반면, 재우기는 일반적으로 맛을 향상시키는 수단으로 일반적으로 몇 시간에서 하루 동안만 수행되는 점을 제외하면 초절이와 유사하다.

## 같이 보기
- 물간
- 절이기
- 바비큐 소스
- 세비체
- 비네그레트